# Territorio de Kansas
El Territorio de Kansas fue un territorio incorporado organizado de los Estados Unidos que existió del 30 de mayo de 1854 hasta el 29 de enero de 1861, cuando la porción oriental del territorio fue admitida en la Unión como el Estado de Kansas.
El territorio se extendía desde la frontera oeste de Misuri a la cumbre de las Montañas Rocosas y desde el paralelo 37° norte hasta el paralelo 40° norte. Gran parte de la región oriental de lo que hoy es el Estado de Colorado era parte del Territorio de Kansas. El Territorio de Colorado fue creado para gobernar esta región occidental del antiguo territorio de Kansas el 28 de febrero de 1861.

## Ley de Kansas-Nebraska

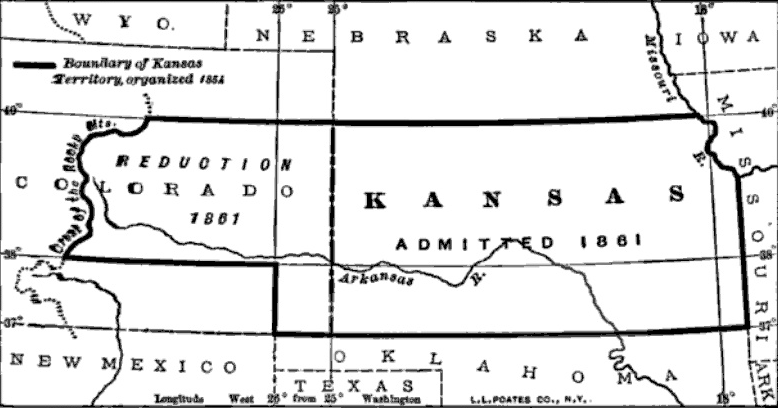
Cambios del Territorio de Kansas.

El Territorio de Kansas fue establecido por la Ley de Kansas-Nebraska. Dicha ley se convirtió en ley el 30 de mayo de 1854, se establece el territorio de Nebraska y el territorio de Kansas. La disposición más trascendental de la Ley derogó el Compromiso de Misuri de 1820 y permitió a los colonos del Territorio de Kansas determinar si por la soberanía popular Kansas sería un estado libre o un estado esclavista.
La ley contiene treinta y siete secciones. Las disposiciones relativas al Territorio de Kansas fueron incorporados en las últimas dieciocho secciones. Algunas de las secciones más notables fueron:

sección 19
Define los límites del territorio, le da el nombre de Kansas, y prescribe que "cuando sea admitido como Estado o varios Estados, el citado territorio, o cualquier parte del mismo, habrá de ser recibida en la Unión con o sin la esclavitud, ya que su constitución puede prescribir en el momento de su admisión". Contempla asimismo el futuro de su división en dos o más territorios, y la fijación de cualquier parte del mismo a cualquier otro estado o territorio; y para la celebración inviolables los derechos de todas las tribus indias hasta el momento en que se extinguirán por tratado.
sección 28
Declara la Ley de Esclavos Fugitivos de 1850 será cumplida con toda su fuerza en el territorio.
sección 31
Localiza la sede del gobierno del territorio, de manera temporal en el Fuerte Leavenworth, y autoriza el uso para fines públicos de los edificios gubernamentales.
sección 37
Declara todos los tratados, leyes y otros compromisos realizados por el Gobierno de los Estados Unidos, con las tribus indias que habitan en el territorio, para permanecer inviolable, no obstante lo dispuesto en las disposiciones de esta ley.